# Argyreuptychia mariameliae
Argyreuptychia mariameliae är en fjärilsart som beskrevs av Hayward 1957. Argyreuptychia mariameliae ingår i släktet Argyreuptychia och familjen praktfjärilar. Inga underarter finns listade i Catalogue of Life.